# 기타하라 다카히사
기타하라 다카히사(일본어: 北原 毅之, 1990년 10월 18일 ~ )는 일본의 축구 선수이다.

## 구단 경력
과거 SC 사가미하라에서 활동하였다.